# Saint-Avit-de-Vialard
Saint-Avit-de-Vialard è un comune francese di 148 abitanti situato nel dipartimento della Dordogna nella regione della Nuova Aquitania.

## Società

### Evoluzione demografica
Abitanti censiti